# Horcrux
Horcrux se numește obiectul sau persoana în care îți pui o bucată din suflet. Lord Voldemort și-a pus sufletul în 7 horcrux-uri. Acestea sunt: lanțul lui Salazar Slytherin, cupa lui Helga Huffelpuffe, diadema Rowenei Revenclow, Naghini (șarpele), jurnalul lui Tom Riddel, inelul familiei Gaunt și horcrux-ul pe care nu a intenționat să îl facă HARRY POTTER.